# Tema de Nicópolis
El tema de Nicópolis (en griego: θέμα Νικοπόλεως, romanizado: thema Nikopoleōs) fue un tema bizantino (provincia civil-militar) localizada en el noroeste de Grecia, abarcando Etolia-Acarnania y el sur de Epiro. Fue establecido en la segunda mitad del siglo IX, probablemente después de 886 y sobrevivió hasta la disolución del imperio bizantino durante la cuarta cruzada en 1204.

## Historia
Como la mayoría de los Balcanes, el Epiro había sido invadida por tribus eslavas en el siglo VII. Se sabe muy poco sobre la región durante los siglos VII y IX pero la prevalencia de topónimos eslavos muestra grandes poblaciones eslavas en la zona. Por otro lado, los bizantinos habían mantenido el control en las islas Jónicas, organizadas como el tema de Cefalonia y usadas como base para restablecer el control imperial y rehelenizar la zona epirota y etolia.
Es en este contexto que el tema de Nicópolis fue establecido en una fecha incierta en la mitad última del siglo IX entre 843 y 899. Es en ese último año cuando aparece por primera vez en los registros, concretamente en el Kletorologion de Philotheos. Sin embargo, ahí se menciona como ya existente, por lo que la creación debió ser anterior. Algunos autores apuntan a 886, con el comienzo del reinado del emperador León VI el Sabio (r. 886–912). La evidencia sigilográfica sugiere que el tema puede haber nacido a partir de una subdivisión (tourma) del tema del Peloponeso. El historiador Warren Treadgold ha sugerido en cambio que Nicópolis fue creado a partir de tierras del tema de Cefalonia. Las fronteras exactas del tema de Nicopolis son también inciertas pero probablemente fueran similares a las de la metrópolis de Naupaktos, creada al mismo tiempo con territorio religiosos. Esta incluía las sedes sufragáneas de Vonditsa, Aetos, Acheloos, Rogoi, Ioánina, Hadrianopolis, Photike, y Buthrotum.
Sobre 930, la provincia fue saqueada y temporalmente ocupada por los búlgaros. Estos regresaron durante el reinado del zar Samuel, bajo cuyo reinado su centro de poder se trasladó al suroeste a Ohrid y en ca. 980 llegó hasta el golfo de Arta. Esto se puede ver en el hecho que los territorios que había estado bajo poder búlgaro formaron el autocephalous arzobispado de Ohrid después de la conquista bizantina de Bulgaria por el emperador Basilio II en 1018. Así, las sedes de Chimara, Hadrianopolis, Bela, Buthrotum, Ioannina, Kozyle, y Rogoi pasaron a la jurisdicción de Ohrid, mientras que la sede de Naupaktos retuvo solo Vonditsa, Aetos y Acheloos. Basilio II también fundó unos cuantos temas de menor tamaño, comprendiendo poco más de una fortaleza y su entorno inmediato como Koloneia y Dryinoupolis. Este último se ubicó en la actual frontera greco-albanesa. En 1040, siguiendo el asesinato de un corrupto y opresivo recaudador de impuestos – según Juan Escilitzes, los lugareños eran conocidos por ser levantiscos debido a temas fiscales – la mayoría del tema se unió a la revuelta de Pedro Delyan.
La región padeció las guerras entre normandos y bizantinos de finales del siglo XI: Arta fue sitiada sin éxito y Ioánina fue capturada por Roberto Guiscardo. Nicópolis sobrevivió no obstante como tema hasta la Cuarta Cruzada en 1204. Una bula de oro de 1198 lo menciona junto con los temas de Dyrrhachium y Ioannina y menciona su subdivisión en distritos fiscales más pequeños (episkepseis) pertenecientes a iglesias, monasterios y particulares. En esa época, Arta parece haber sido la capital provincial.
En la partitio Romaniae de 1204, Nicópolis y la mayoría de Epiro fueron otorgados a Venecia, pero los venecianos fueron incapaces de establecer su autoridad fuera de Dirraquio. El noble bizantino Miguel Comneno Ducas, que se había casado con la hija del gobernador de Nicópolis, aprovechó la situación y estableció su autoridad primero como vasallo veneciano y finalmente como un gobernante independiente. A su muerte en 1214/1215, Miguel dejó un poderoso estado, el Despotado de Epiro, en base al núcleo del tema de Nicópolis.

## Geografía y administración
El tema de Nicópolis comprendía a finales del siglo IX la actual prefectura griega moderna de Etolia-Acarnania y la mayoría de Epiro hasta Butrinto. En la antigüedad tardía, esto correspondió a la provincia de Epirus vetus, pero también incluía Etolia, que había sido parte de la provincia de Acaya. Al este, su frontera con el thema de la Hélade probablemente discurría a lo largo del río Mornos y las pendientes occidentales de los montes Pindo. Al norte limitaba con el tema de Dirraquio y los esclavenos de Vagenetia.
A pesar de su nombre, la capital del tema no fue Nicópolis, que estaba en ruinas debido a las invasiones eslavas y árabes, sino Naupacto. El tema se subdividía en tourmai, cada uno con su propio turmarca. Además, al ser el tema una base naval en el mar Adriático para las operaciones bizantinas en Italia del sur, albergaba un contingente de marineros mardaítas, probablemente bajo su propio catapán. Warren Treadgold estima su fuerza militar en aproximadamente 1000 soldados de infantería e infantería de marina durante los siglos IX y X.